# József Kiss
József »Josi« Kiss, avstro-ogrski častnik, vojaški pilot in letalski as, * 26. februar 1896, Bratislava, Avstro-Ogrska, † 24. maj 1918, Lamon (KIA).
Poročnik Kiss je v svoji vojaški službi dosegel 19 zračnih zmag in bil nekaj časa vodilni letalski as Avstro-Ogrske monarhije, ob koncu prve svetovne vojne pa je po smrti ostal vodilni as madžarskega rodu.

## Življenjepis
József Kiss se je rodil v madžarski družini, oče je bil vrtnar na vojaški akademiji v Bratislavi (takrat imenovani Pozsony). Ob izbruhu 1. svetovne vojne je zapustil srednjo šolo in se prostovoljno prijavil v vojsko. Služil je v 72. pehotnem regimentu v Karpatih proti ruski vojski, od koder se je vrnil hudo ranjen po boju 26. oktobra 1914. Med okrevanjem se je prijavil v avstro-ogrsko vojno letalstvo in bil sprejet. Usposabljanje v Wiener-Neustadtu je zaključil aprila 1916 kot podčastniški pilot. Zaradi nedokončane srednje šole, nečastniškega in neplemiškega porekla so mu vso vojno odrekali častniški naziv, ki ga je dobil šele posmrtno. Tako so ga poslali v novoustanovljeni Flik 22 na izvidniške polete v dvosedih Hansa-Brandenburg C.I. Vendar se je Kiss tudi tako izkazal za enega najboljših pilotov. Svojo prvo zmago je dosegel 20. junija 1916, ko je sestrelil italijanskega Farmana na pobočju Strme peči. Šele ko je prisilil dva bombnika Caproni v prisilni pristanek in s tem postal letalski as, so mu dodelili enosedi lovec Hansa-Brandenburg D.I. Do 11. septembra 1916 si je nabral že 7 zračnih zmag, od tega je 4 prisilil v pristanek in zajetje.
Tako so ga premestili v lovski Flik 55j v lovcih Albatros D.III, vendar so mu tudi kot enemu najboljših asov avstro-ogrskega letalstva odrekali častniški naziv, kaj šele poveljstvo. Ob njemu sta v Flik 55j letela še letalska asa Julius Arigi in Josef von Maier in trojica je kmalu postala znana kot Cesarjeva eskadrilja (Kaiser Staffel). Kiss je na boke svojega lovca naslikal veliko belo črko K, njegovo letenje pa je bilo že na meji poguma in norosti. Podajal se je v boje, ki bi se jim tudi drugi asi raje izognili, bil je neusmiljen in brezoseben. Kljub temu pa je svoje nasprotnike še vedno raje prisilil k pristanku, kot pobil. Blizu letališča je v mestecu Pergine našel svojo ljubezen Enrico Bonecker in jo redno obiskoval. V bojih je bil dvakrat ranjen, še posebej hudo drugič, ko je konec januarja 1918 od krogle v trebuh skoraj umrl. Kirurško so mu odstranili del črevesja, okrevanje pa je bilo počasno in boleče. Dva meseca kasneje je znova sedel v kabino svojega lovca, vendar do smrti ni dosegel več nobene zračne zmage. V tem času je bil vodilni letalski as avstro-ogrskega letalstva, blizu sta mu bila samo Julius Arigi iz Flik 55j in Istvan Fejes iz Flik 51j. Bolj kot za nove zračne zmage si je prizadeval za spoštovanje s strani nadrejenih in za napredovanje v častnika.
24. maja 1918 je njegova eskadrilja nedaleč od svojega letališča naletela na 66. eskadriljo britanskega RFC v letalih Sopwith Camel, kjer ga je sestrelil kanadski letalski as, poročnik Gerald Birks. Kiss je bil posmrtno napredovan v poročnika in ostal edini podčastnik avstro-ogrske vojske, ki je bil napredovan na tak način. Njegov pogreb je potekal na letališču Pergine Valsugana, kamor je prihrumela velika formacija italijanskih, francoskih in britanskih pilotov v paradni formaciji, ki so odvrgli pogrebni venec s trakom "Zadnji pozdrav našemu pogumnemu nasprotniku".
Enrica Bonecker se ni nikoli poročila in vsak dan obiskovala njegov grob še naslednjih 52 let.

## Odlikovanja
- 3 zlate in 4 srebrne medalje za hrabrost